# 石门 (广州)

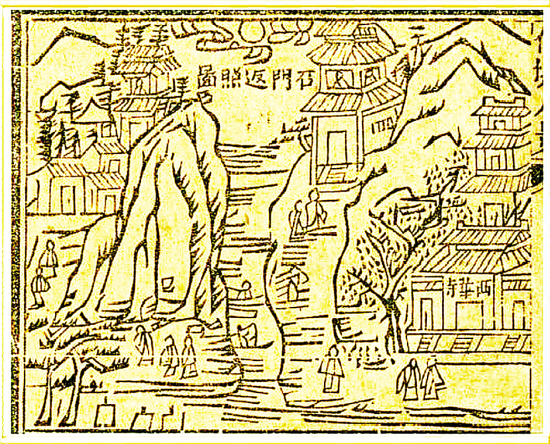
羊城八景之石门返照

石门位于中国广州市白云区石井街道石门村和佛山市南海区境内里水镇西华村的小北江与流溪河交汇处，是一处重要的风景旅游点。
由于小北江水量大、下切力强，当流经这里时，横穿过一系列呈东北至西南走向的岩石山岗，造成河道收窄，两岸群山对峙，岩石裸露，夹江如门，故名石门。另一说法是汉朝元鼎年间，南越国丞相吕嘉在此堆积石头防止汉朝入侵，积石如门而得名。自汉朝以来是连通中原至广州的交通要道和军事要塞。其景色秀丽，于宋朝、元朝分别以“石门返照”入选羊城八景之一。附近有石门贪泉遗址、西华寺和石门水厂等。